# 斑條裸胸鱔
斑條裸胸鱔，又稱斑條裸胸鯙，為輻鰭魚綱鰻鱺目鯙亞目鯙科的其中一種，分布於印度西太平洋區，包括菲律賓、馬來西亞、印尼等海域，棲息深度可達264公尺，體長可達50.5公分，為底棲性魚類，屬肉食性，生活習性不明。

## 擴展閱讀
維基物種上的相關：斑條裸胸鱔